# Farol do Ilhéu de Ferro
O farol do Ilhéu de Ferro é um farol português que se localiza no ilhéu de Ferro, na ilha do Porto Santo, no arquipélago da Madeira. A sua construção data de 1959.